# Castlevania: Order of Shadows
Castlevania: Order of Shadows — мобільна гра, розроблена для платформи Java Platform, Micro Edition і Windows Mobile та випущена Konami у вересні 2007 року.

## Ігровий процес
У грі Order of Shadows ігровий процес схожий на Castlevania: Symphony of the Night та інші ігри серії: це платформер з характеристиками RPG, такими як HP, MP та очки досвіду.
Десмонд Бельмонт, ігровий персонаж, також має багато зброї, яку можна збирати під час гри, наприклад, сокири, мечі та молотки, крім стандартного шкіряного батога.
У грі є можливість поміняти чинний саундтрек на пісні з оригінальної Castlevania.

## Сюжет
Десмонд Бельмонт та його дві сестри, Зої та Долорес, шукають у замку Дракули культ «Орден», який намагається воскресити Дракулу. Ця гра відбувається наприкінці 17-го століття і є сайдквелом офіційного канону, і, отже, не є частиною офіційної хронології Кодзі Ігарасі. Гравець бере на себе управління як Десмонд Белмонт, спадкоємець хлиста «Вбивця вампірів».

## Розробка
Спочатку сюжетна лінія будувалася навколо персонажа, на ім'я Гріфф ЛаРю та його сім'ї «магів і відьом», але була змінена, оскільки клан Бельмонт завжди зображувався як «родина воїнів». Після переписування історія була змінена, щоб стати більш схожою на традиційні історії Castlevania, і змусила Десмонда Бельмонта використати батіг замість сокири чи меча. Гра була побудована з нуля для видання на мобільних телефонах.

## Критика
IGN оцінив гру на 6,7, назвавши її «пристойною» і з невеликими повтореннями в порівнянні з іншими частинами Castlevania. 1up.com дав грі D-, назвавши її «великим розчаруванням». Журнал Wired оцінив гру на 3 з 10, похваливши музику гри, але також зазначивши, що вона занадто коротка і проста.